# مقاطعة شرور
مقاطعة شارور (بالأذرية: Şərur rayonu) الوحدة الإدارية والإقليمية جزء من جمهورية نخجوان الذاتية. تم تأسيس المدينة في 8 أغسطس عام 1930.

## تاريخها والجغرافية
تقع مقاطعة شارور في الغرب من الجمهورية الذاتية، تشترك في الحدود مع إيران مقاطعتي ساداراك وكنجرلي. الجبل المرتفع في أراضها هي قالينقايا(2775 متر). مناخ المقاطعة هي الجافة والصحراوية.
تجري نهران أراكس وأرباشاي عبر مقاطعة. أراضها هي كم مربع. في مقاطعة خمسة و ستين بلدة والمدينة. مركزها هي مدينة شارور.
يبلغ عدد سكان مقاطعة شارور 116,600 نسمة. ويبلغ متوسط عدد السكان 118 نسمة لكل كيلومتر مربع.
قال الملحن الكبير عزير حاجبايوف: «إن شارور هو مهد الثقافة الفولكلورية الأذربيجانية».